# Paragortonia leptoforma
Paragortonia leptoforma là một loài bọ cánh cứng trong họ Cerambycidae.